# Día de San Patricio
El Día de San Patricio o simplemente San Patricio (en irlandés: Lá Fhéile Pádraig) es una festividad de origen católico que se celebra anualmente el 17 de marzo para conmemorar la muerte de san Patricio de Irlanda, patrón de toda la isla de Irlanda ubicada al noroeste de la Europa continental.
Es una fiesta nacional en la República de Irlanda y se celebra junto al día nacional de la fundación de la República, además el brazo fuerte de la celebración se debe a la gran presencia católica en la isla; en la nación constituyente británica de Irlanda del Norte la fiesta es más que todo costumbrista, pues a pesar de ser de mayoría anglicana durante la unión de la isla en el histórico señorío y posterior reino constituyente anglo-irlandés la cultura católica del sur predominó sobre la anglicana del norte. Desde los últimos años del siglo XX se celebra a nivel mundial debido a la extensa diáspora irlandesa en América Anglosajona (especialmente, Estados Unidos y Canadá) y en países europeos como Francia o España.

## Festejos

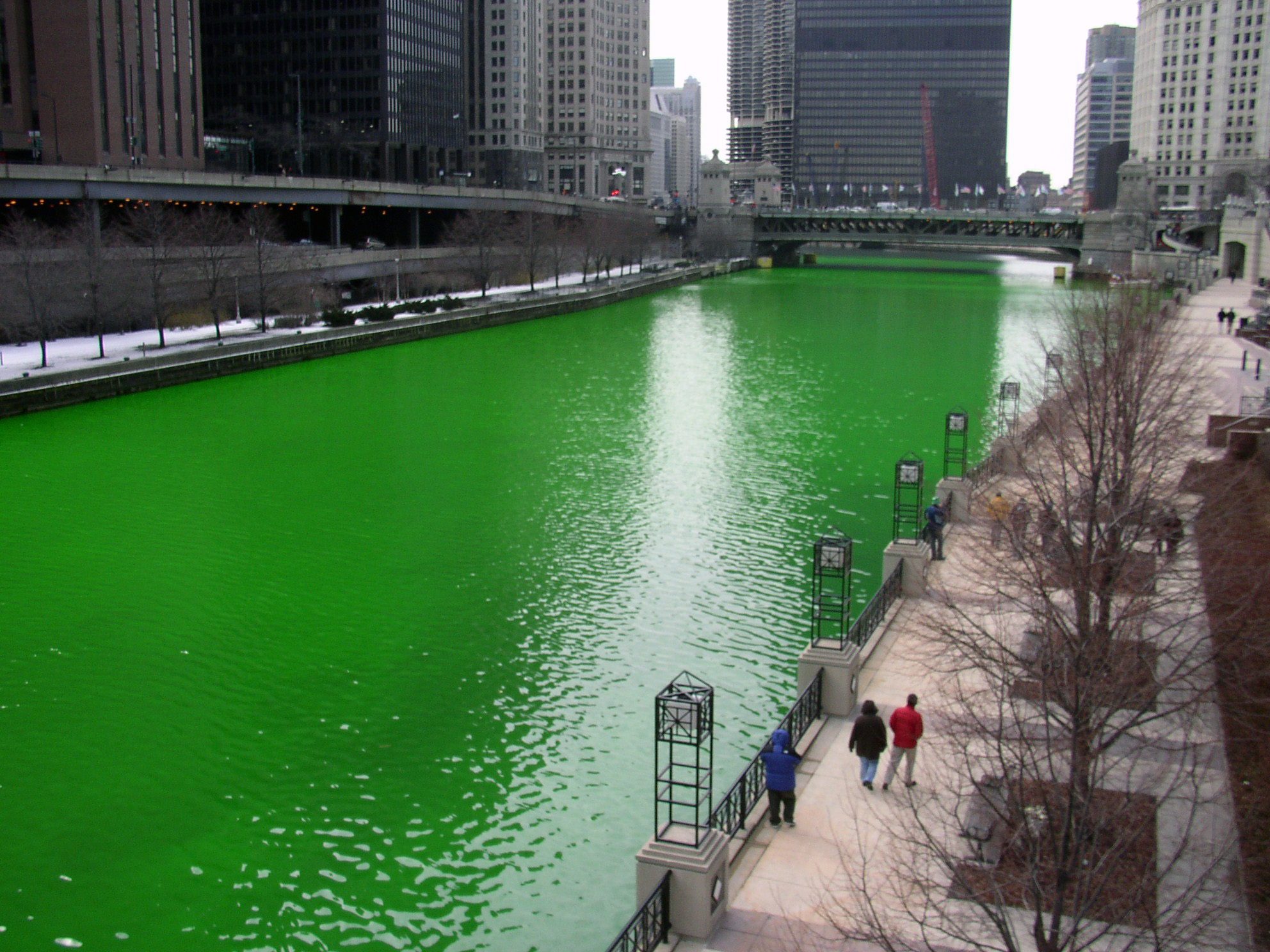
El río Chicago teñido de verde para la celebración del Día de San Patricio en 2005.

El desfile del Día de San Patricio en Dublín, capital de la República de Irlanda, forma parte de un festival que dura cinco días y al que asistieron más de 675 000 personas en 2009.
Los desfiles también tienen lugar en otros pueblos y villas irlandesas. Entre los grandes desfiles figuran los de Belfast (Irlanda del Norte).

### En Irlanda

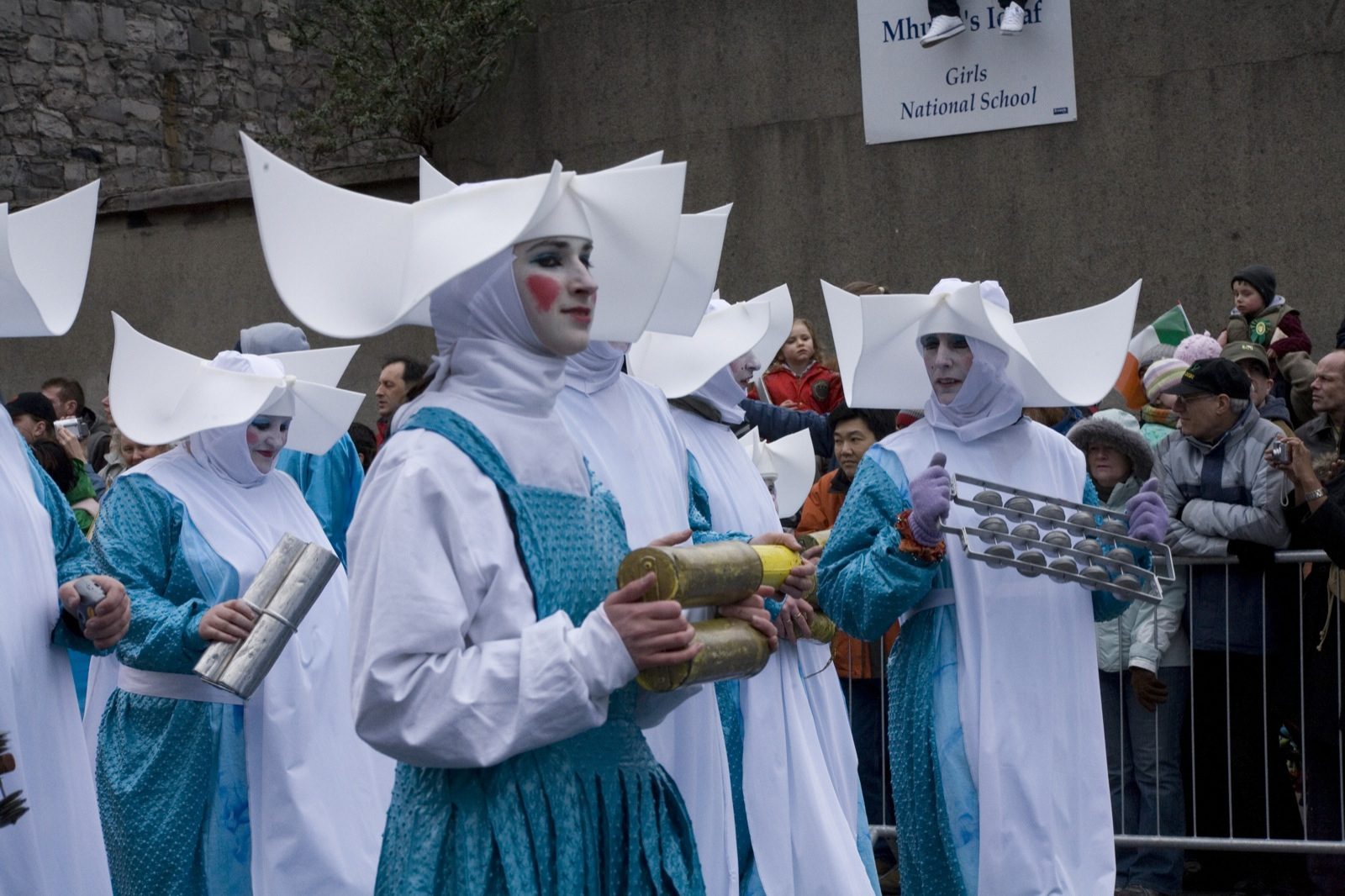
Grupo de "butterfly nuns" en el desfile del Día de San Patricio, Dublín, en 2007.

En el pasado, el Día de San Patricio era celebrado solamente como una fiesta religiosa. Se convirtió en una fiesta pública en 1904, por la ley del “Bank Holiday” (Irlanda) de 1903, un Acta del Parlamento de Gran Bretaña introducida por el parlamentario irlandés James O'Mara. O'Mara luego introdujo la ley en la cual se señalaba que las tabernas debían estar cerradas el 17 de marzo, lo cual fue apelado en los años setenta. El primer desfile del Día de San Patricio se realizó en el Estado Libre de Irlanda, en la ciudad de Dublín en 1931, y fue revisado por el entonces Ministro de Defensa Desmond Fitzgerald. Aunque ahora la celebración secular existe, la fiesta es todavía una fiesta religiosa observada en algunas áreas.
A mediados de los años 2014 el gobierno irlandés comenzó a potenciar esta festividad a nivel internacional a la altura de las grandes celebraciones en el mundo y promover así la exaltación de Irlanda por vía de la innovación, creatividad, vuelta a las raíces, y abundante mercadotecnia.
Promover la oportunidad y motivación para que la gente con ascendencia irlandesa (y aquellos que desean ser irlandeses) asistan y se unan en esta celebración imaginativa y expresiva.
Proyectar internacionalmente una imagen fehaciente de Irlanda como país creativo, profesional y sofisticado con una apariencia llamativa a nivel mundial.
El primer Festival de San Patricio tuvo lugar el 17 de marzo de 1996. En 1997 se convirtió en un evento de tres días, y para el 2000 ya se había alargado a cuatro días. Desde 2006 el festival dura cinco días.
También son importantes las celebraciones en otras ciudades del mundo: Mánchester, Birmingham, Londres, Cambridge, Montreal, Boston, Filadelfia, Chicago, Kansas, Savannah, CDMX, Denver, Buenos Aires, Córdoba, Rosario, París, Scranton y Toronto. El desfile más grande del Día de San Patricio tiene lugar en la ciudad de Nueva York y es presenciado por más de un espectador.

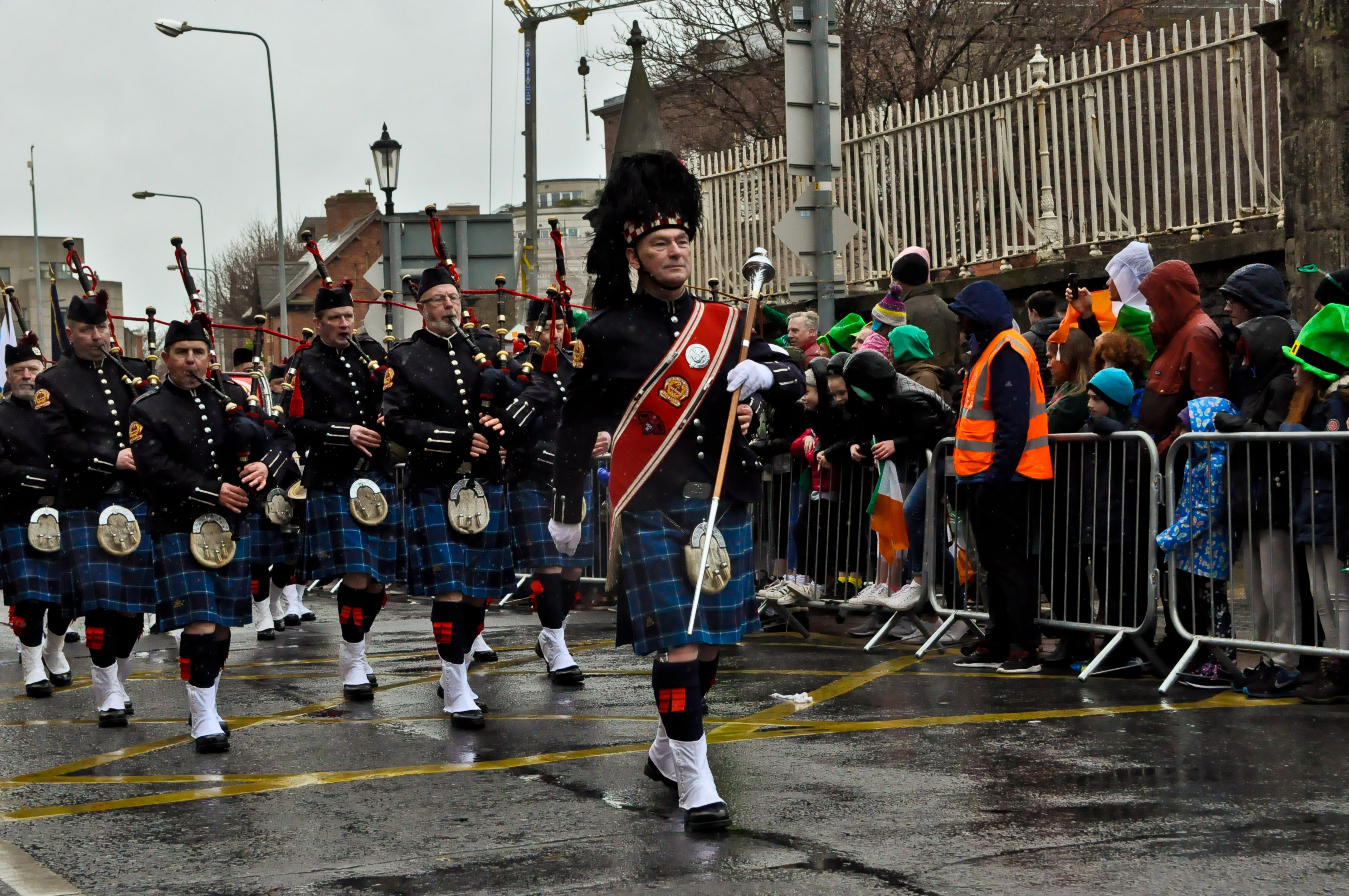
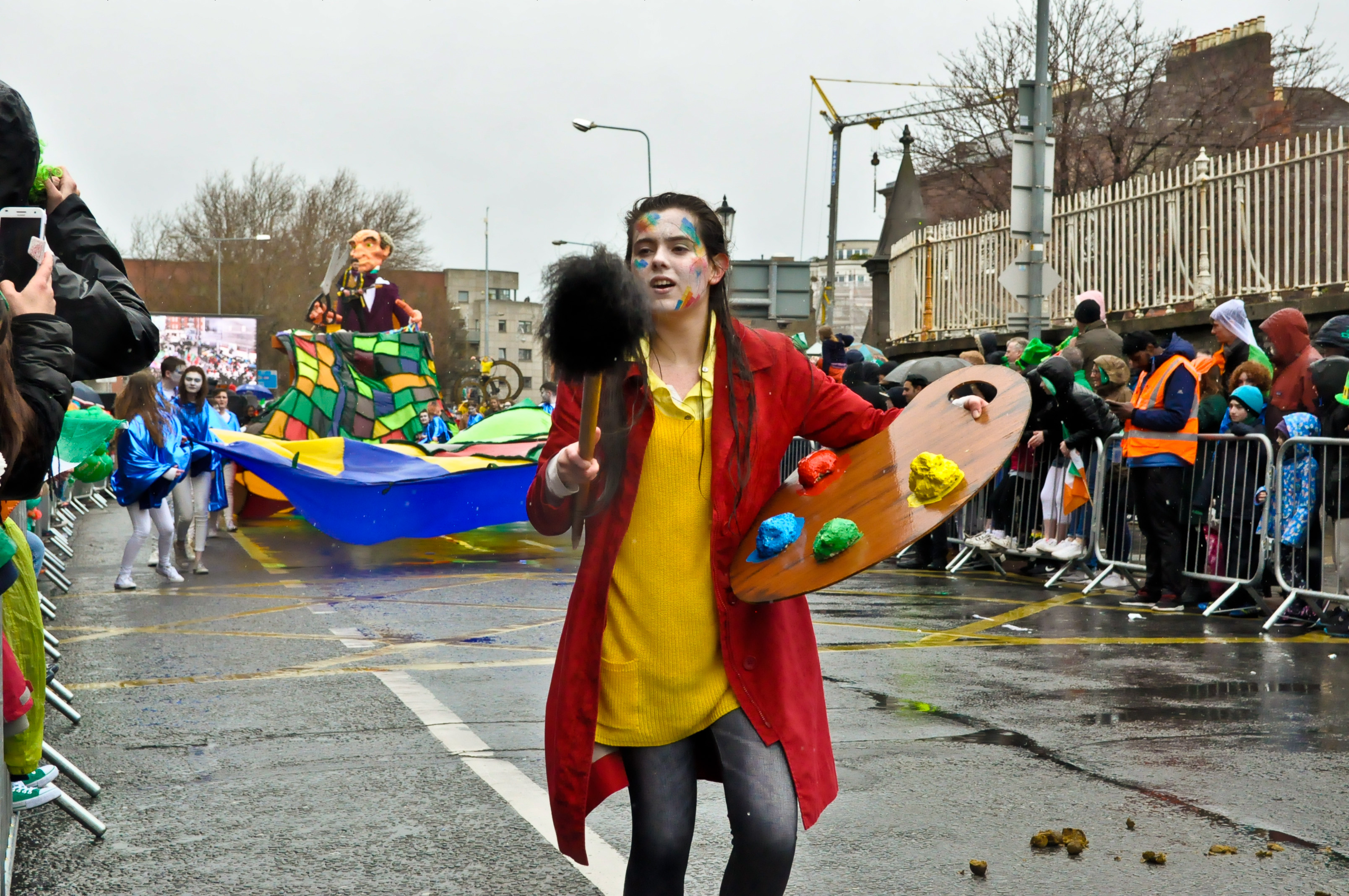
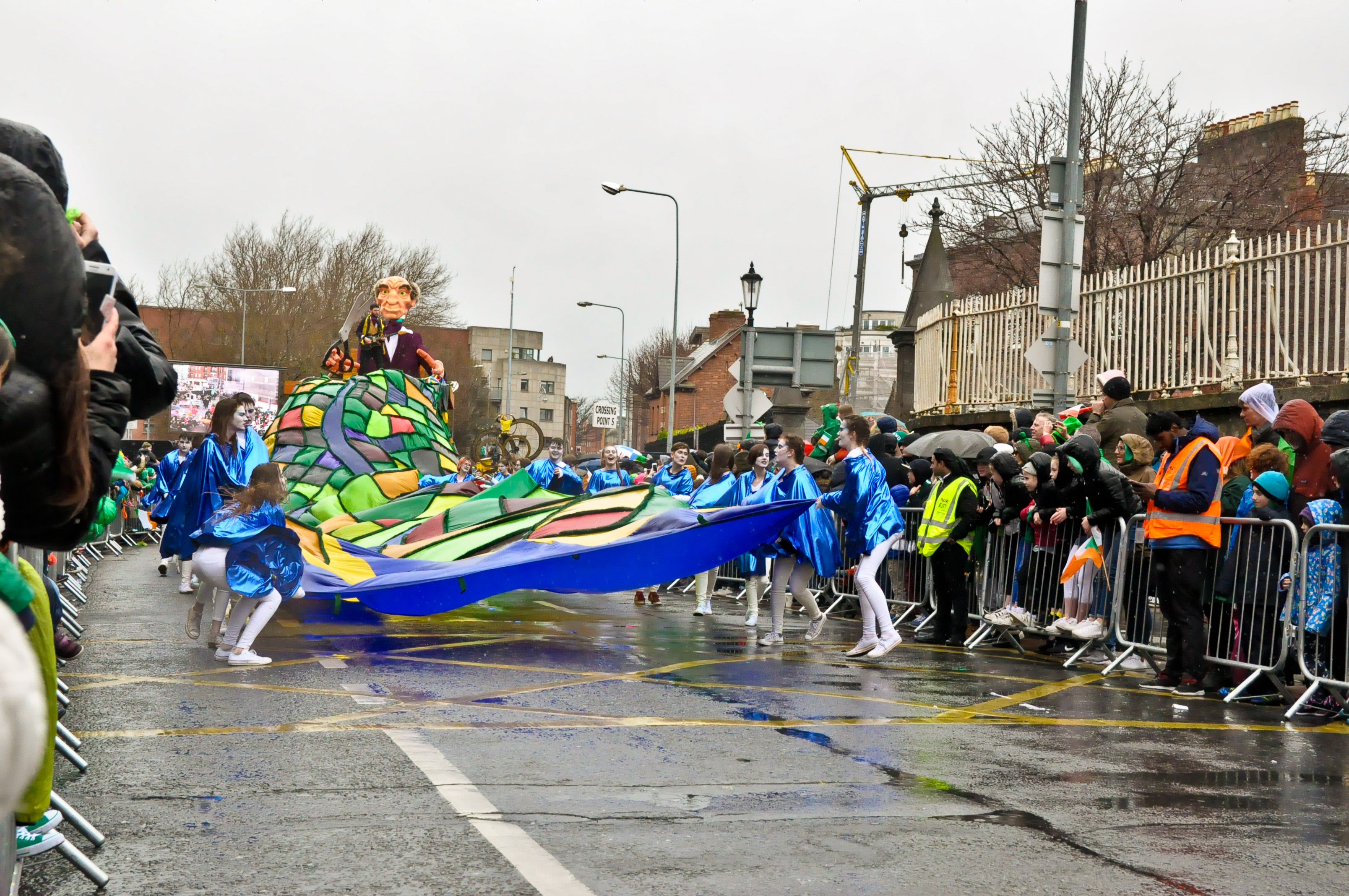
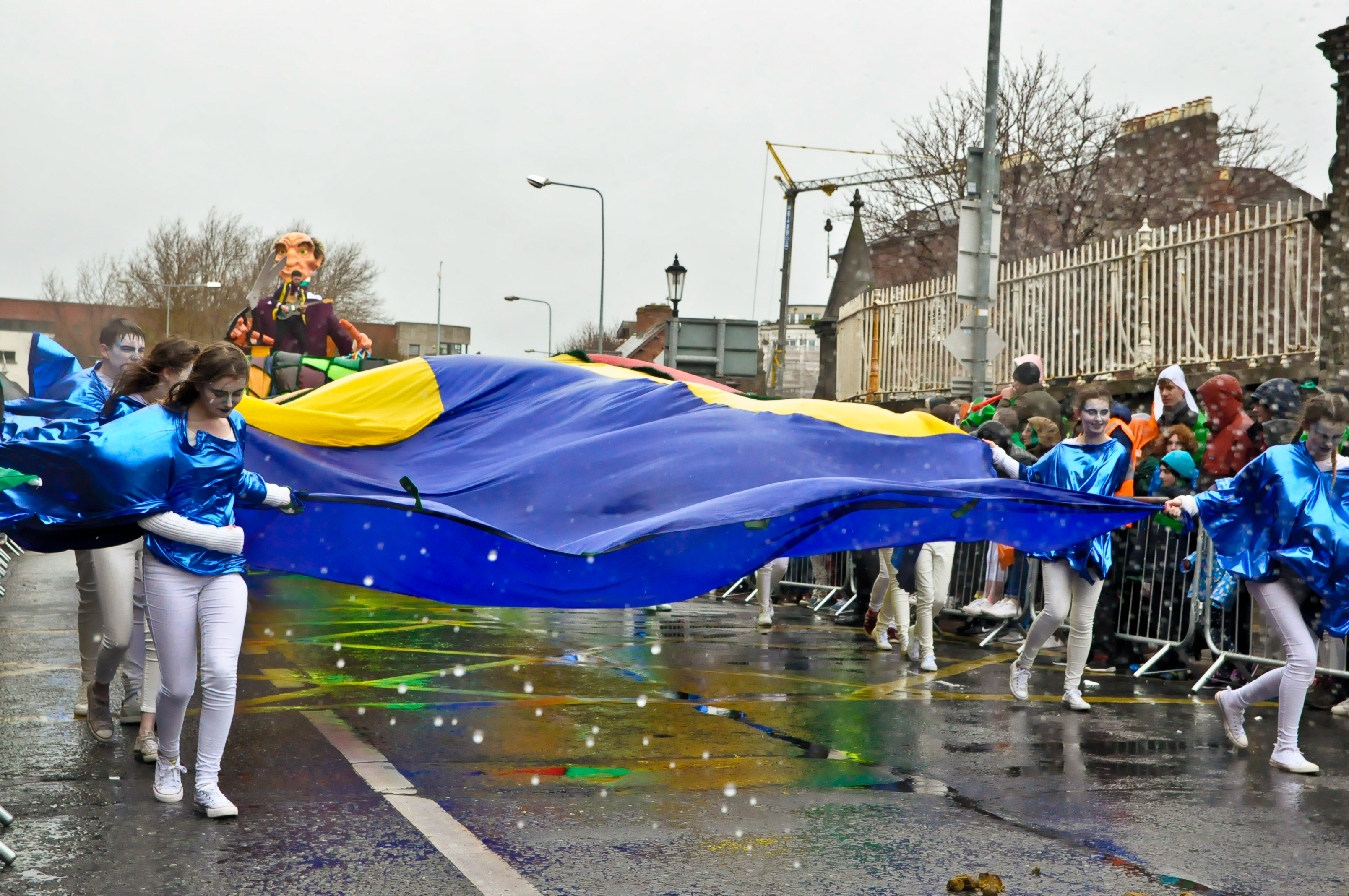
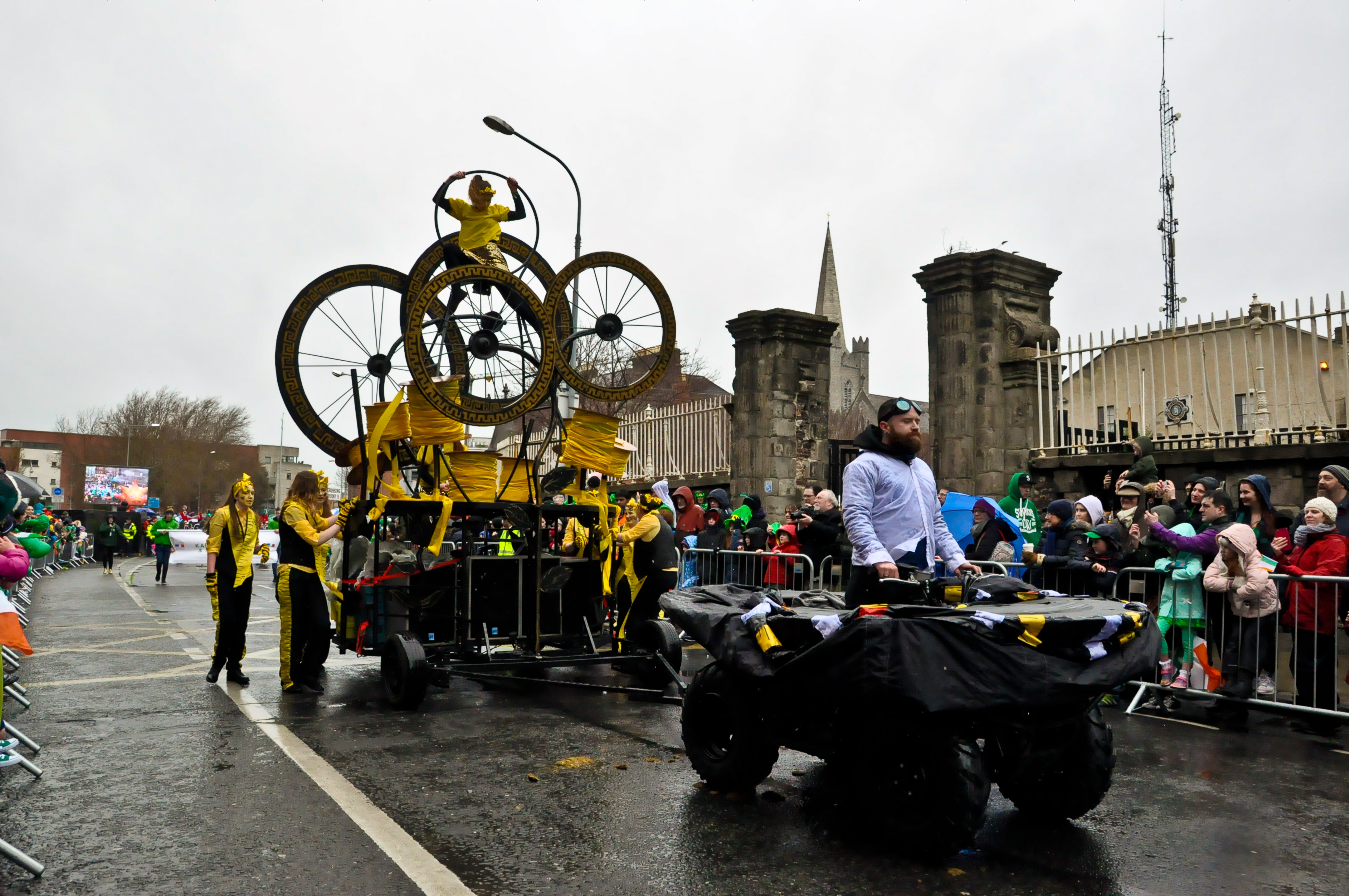
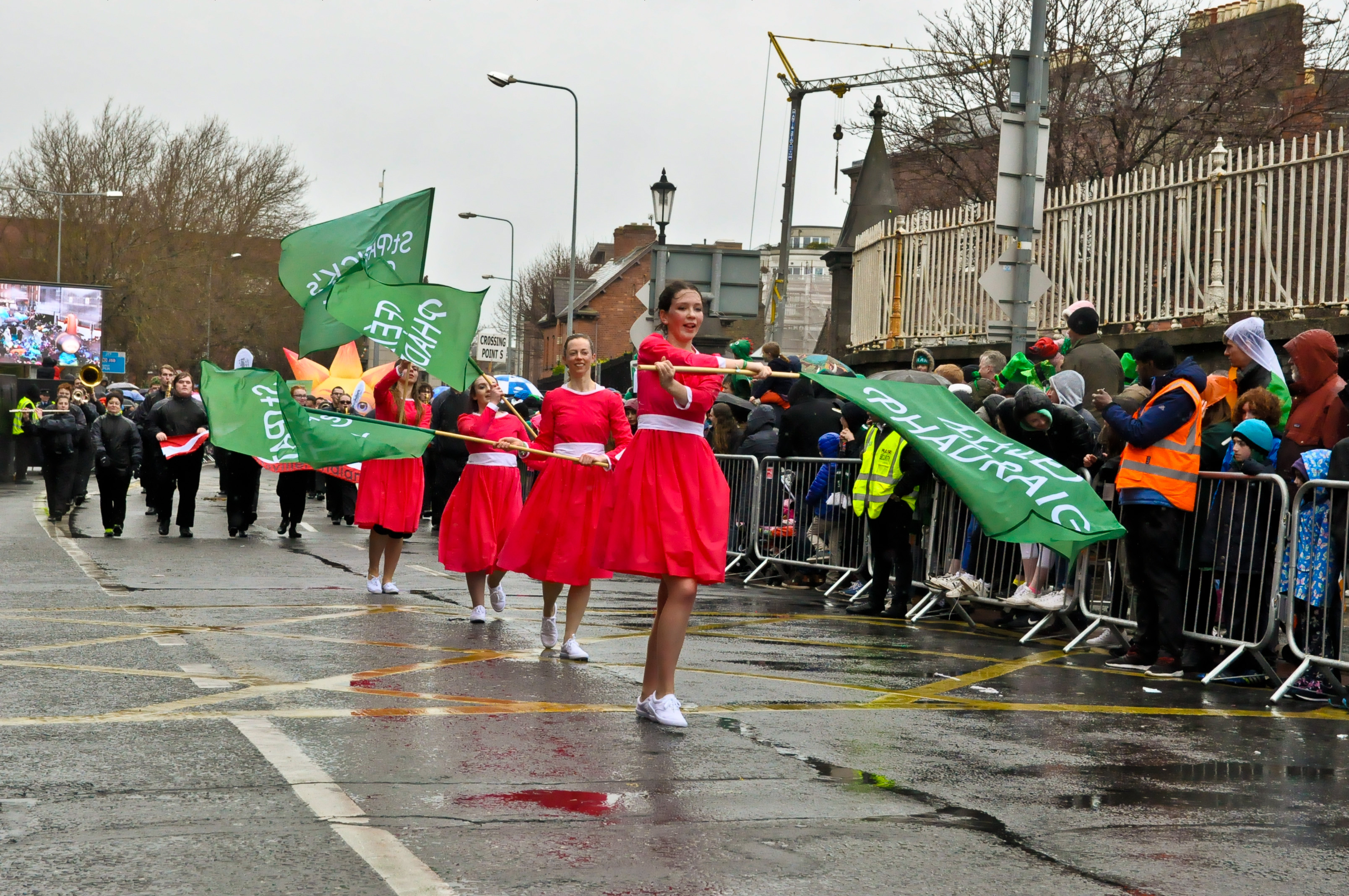
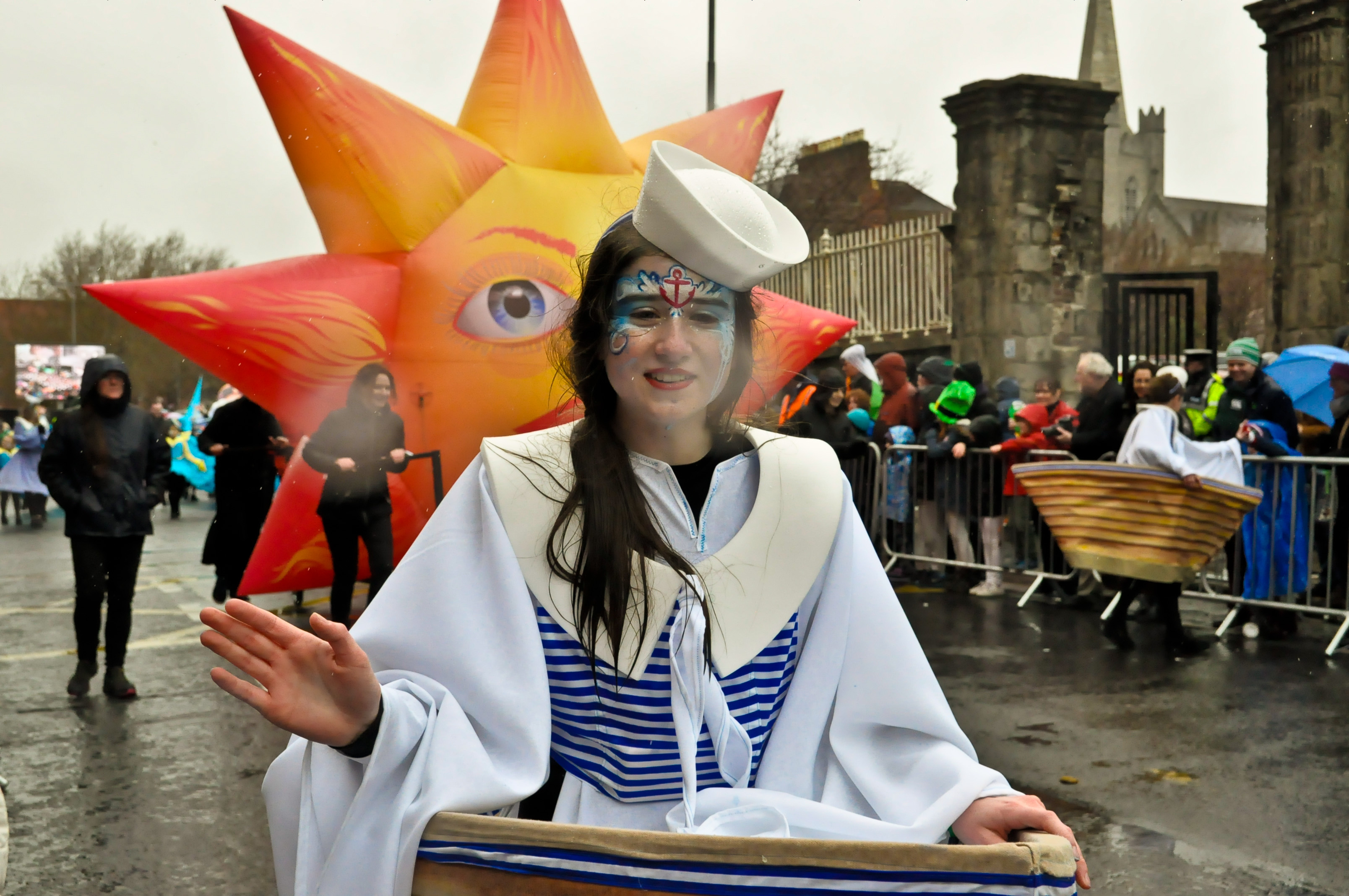
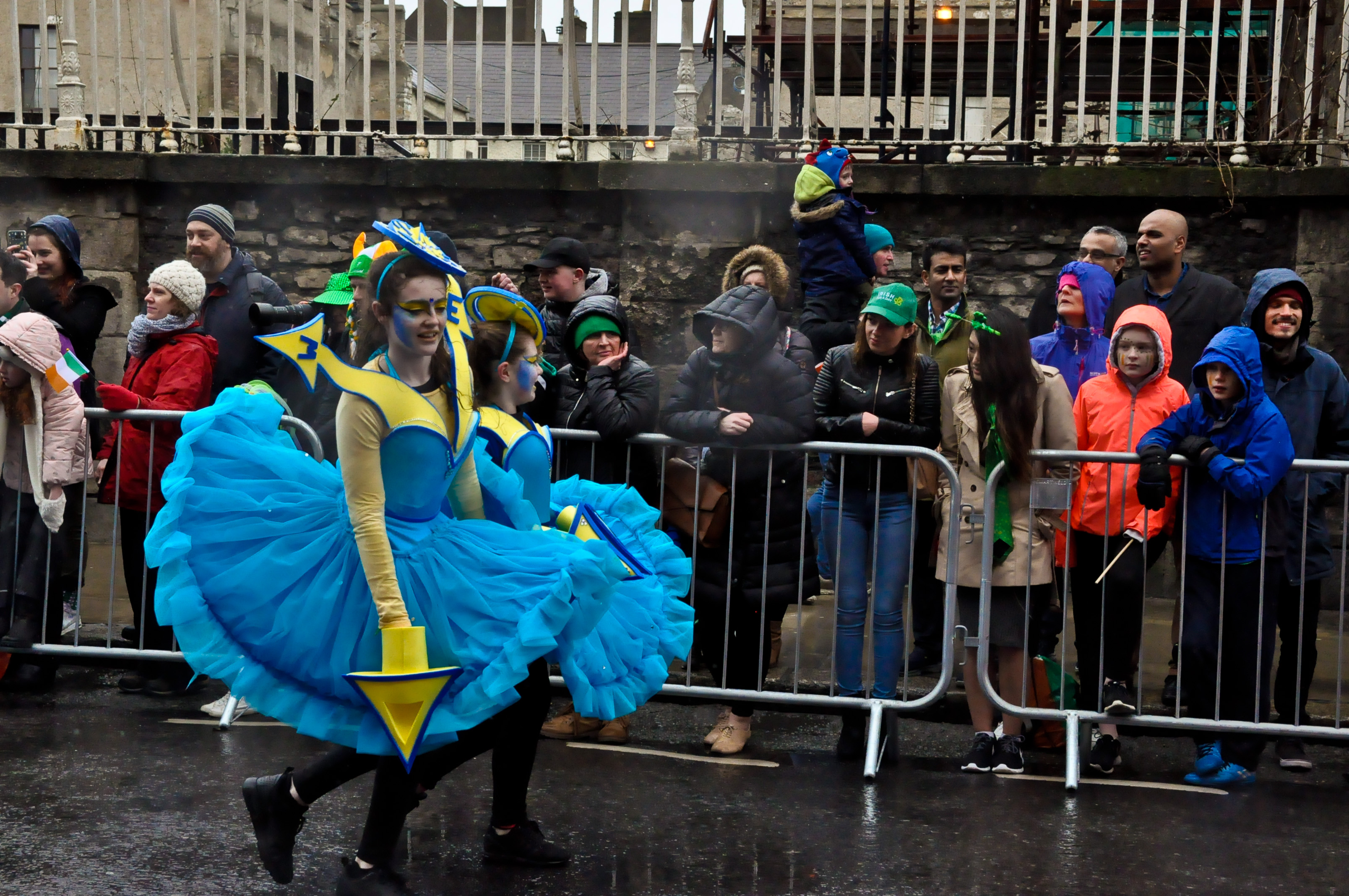
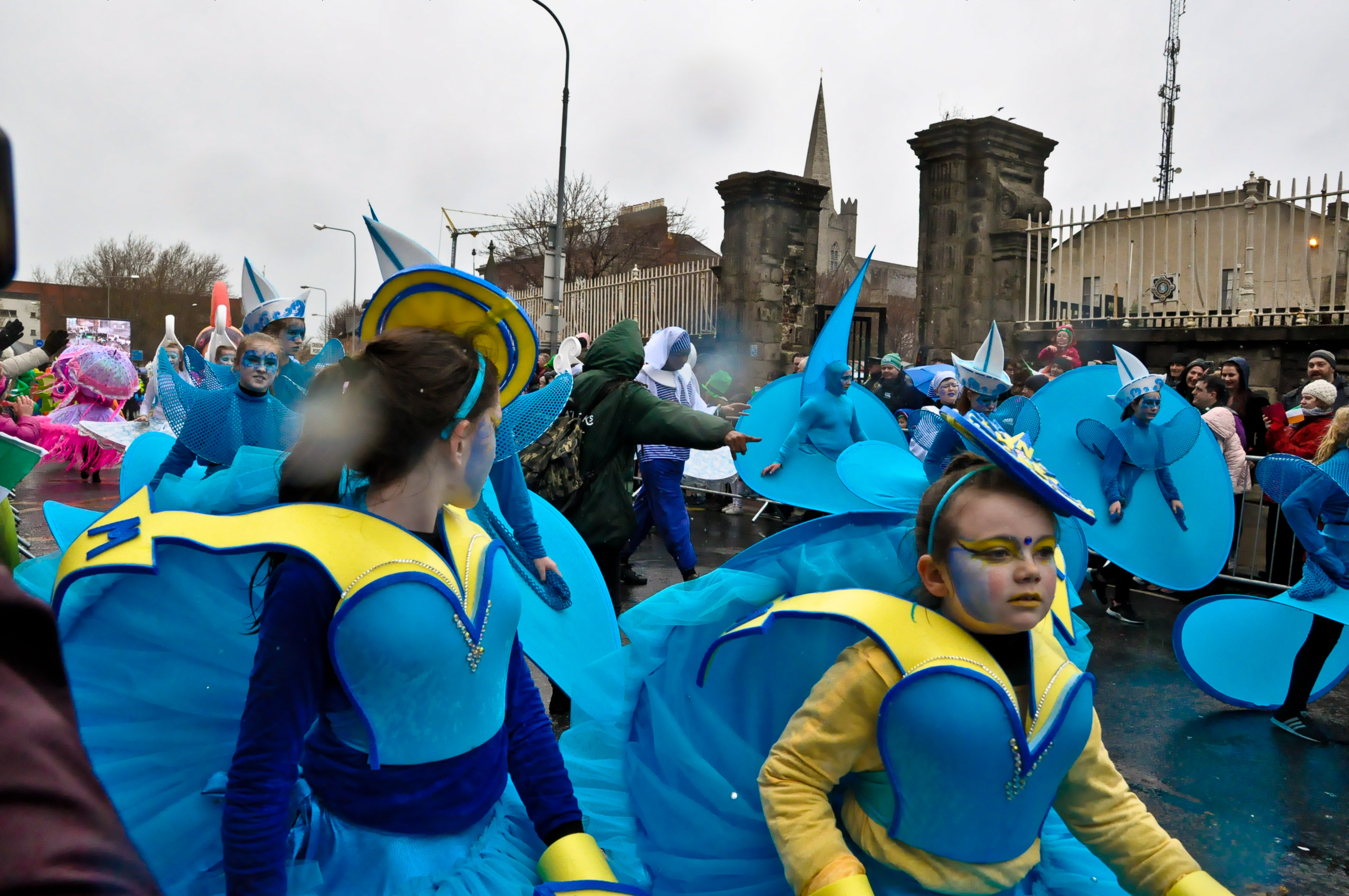
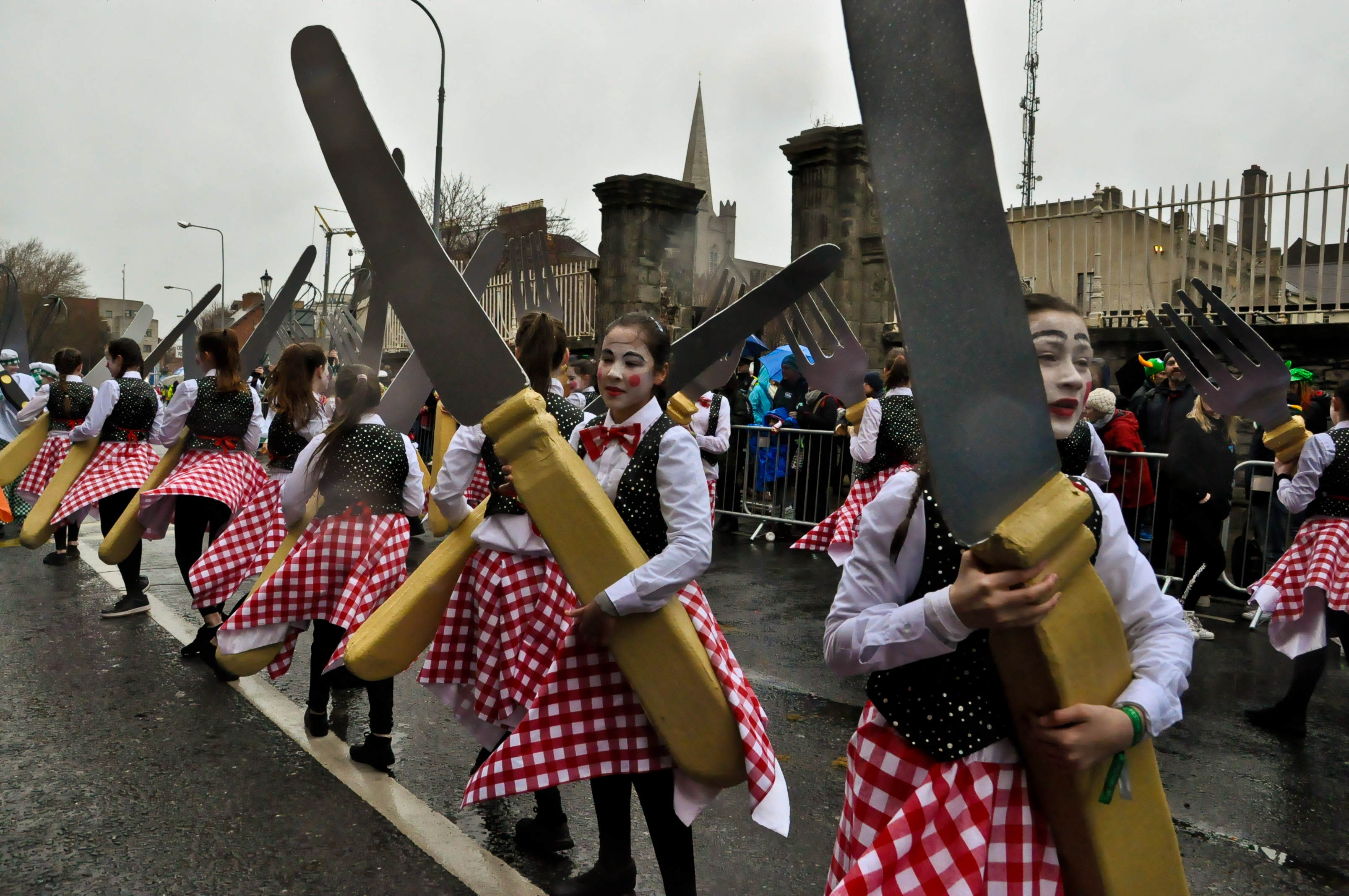

### En Argentina

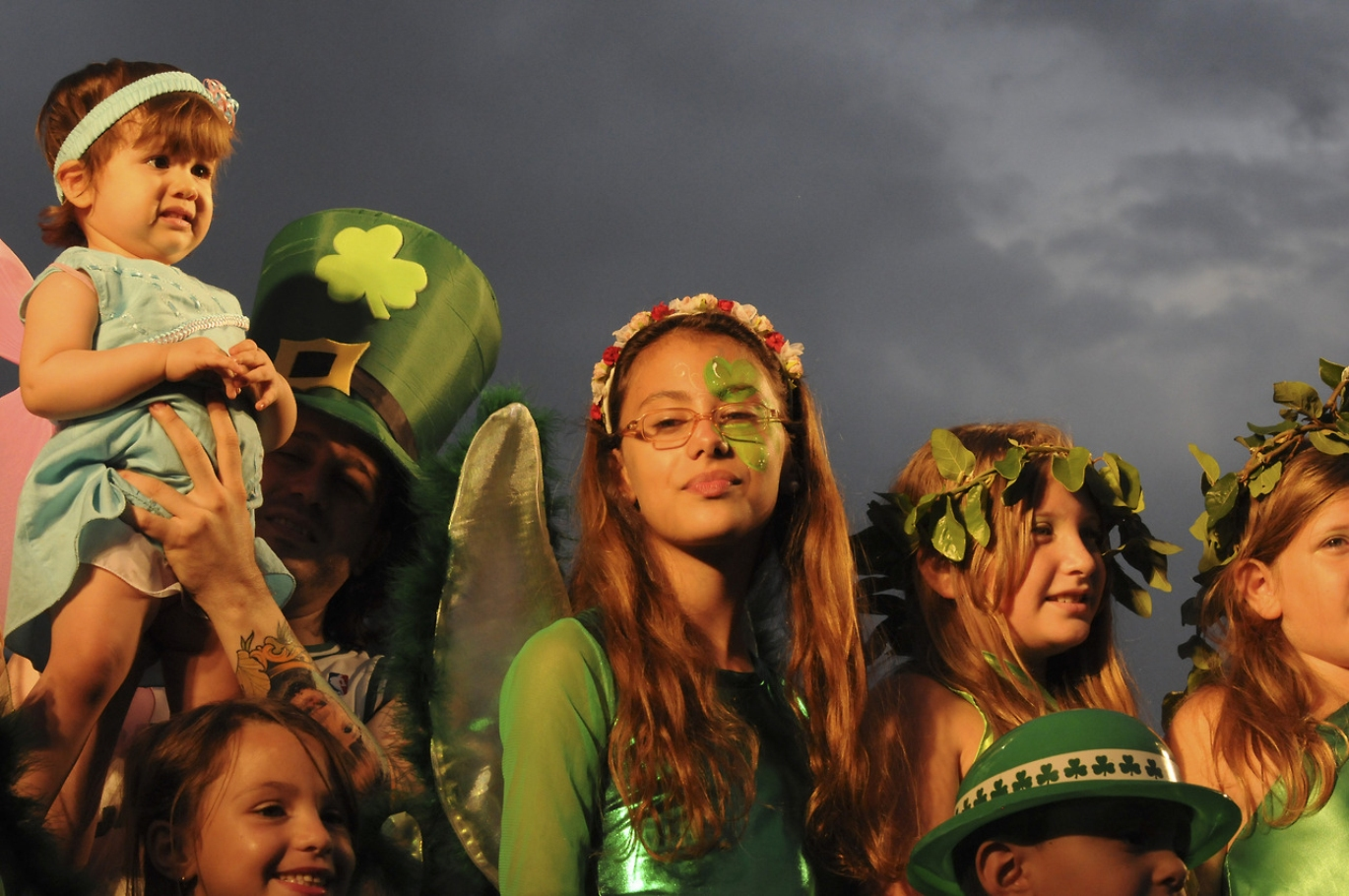
Celebración del Día del San Patricio en Buenos Aires.

En Argentina, en gran medida merece a la importante inmigración de origen irlandés y celta que ha recibido este país americano (es la quinta comunidad irlandesa fuera de Irlanda, aproximadamente dos millones de argentinos se reconocen con orígenes irlandeses, aunque antes de inicios del siglo XX sus ancestros hayan inmigrado como "ingleses", ya que en esa época toda Irlanda estaba sometida al Reino Unido), se organizan grandes fiestas en calles y parques de Buenos Aires, Córdoba y Rosario, así como en otros lugares del país. A partir de 2009, estos festejos cuentan con la participación oficial de la Embajada de Irlanda en Buenos Aires, Rosario y asociaciones de irlandeses y descendientes. Siendo Irlanda el único país europeo que apoyó abiertamente a Argentina durante el conflicto por las Malvinas, se consideran hermanos los pueblos irlandeses y argentinos, ambos preponderantemente católicos y con igual sentimiento hacia el gobierno británico. Asimismo, grandes personajes de la historia de Argentina han sido de origen irlandés, como el Almirante Guillermo Brown, padre fundador de la Armada Argentina.

### En España
Se celebra el 17 de marzo. En Madrid es importante la reunión por contar con la mayor colonia irlandesa de España, y en La Coruña, por su afinidad con Irlanda a través de las leyendas celtas del rey Breogán y la Torre de Hércules, que en estas fechas se tiñe de verde. También pueden mencionarse las reuniones de Caldas de Reyes, en Pontevedra, y Salamanca. Benidorm, gracias a la gran afluencia de turistas irlandeses y británicos, vive intensamente esta fiesta en las calles y en los innumerables pubs, convirtiéndose en una gran atracción turística que se repite todos los años. En Elda se ha celebrado este día con actividades educativas y lúdicas para los escolares y conciertos de música folk tradicional.
En algunos municipios castellanoleoneses, como en El Espinar, también se viene celebrando desde hace unos años.

### En México
En México, que cuenta también con inmigración irlandesa, la heroica participación del Batallón de San Patricio en la defensa del Estado mexicano, en la que cientos de inmigrantes irlandeses, desertores del ejército estadounidense, se unieron al ejército mexicano para pelear contra las tropas invasoras, celebrando el Día de San Patricio en el antiguo templo de Churubusco. Las personas usualmente se visten o usan una prenda de color verde para conmemorarlo.
En 2016 se llevó a cabo el primer desfile organizado en la Ciudad de México: el San Patricio Fest Parade y Festival de Música, donde más de dos mil personas acompañaron a grupos de música irlandesa mexicanos, academias de Irish dance, la embajada de Irlanda y delegaciones diplomáticas en lo que fue una verdadera fiesta irlandesa. En 2017 se realizó el mismo desfile y culminó con una serie de presentaciones de música y bailes irlandeses.
En el estado de Jalisco se encuentra una localidad llamada San Patricio en su honor (municipio de Cihuatlán). Se realiza una semana de eventos religiosos y se culmina con el gran día el 17 de marzo.
El Día de San Patricio es una festividad de origen cristiano que se celebra el 17 de marzo en honor a San Patricio, el patrón de Irlanda. Esta celebración se ha extendido por todo el mundo y se ha convertido en una fiesta popular en la que se honra la cultura irlandesa, la música, la comida y, por supuesto, la cerveza.
Después de seis años de esclavitud, Patricio logró escapar y regresó a su hogar en Gran Bretaña. Sin embargo, después de tener un sueño en el que se le pedía que regresara a Irlanda para predicar el Evangelio, decidió regresar a la isla y dedicar su vida a la evangelización de los irlandeses.
A través de su trabajo, Patricio se convirtió en una figura clave en la conversión de Irlanda al cristianismo y ayudó a establecer iglesias y monasterios en todo el país. También se dice que utilizó el trébol para explicar la Trinidad a los irlandeses, lo que se ha convertido en un símbolo icónico de Irlanda y de la fiesta de San Patricio.
La celebración de San Patricio ha evolucionado con el tiempo, y en la actualidad se ha convertido en una fiesta popular en todo el mundo. Sin embargo, es importante recordar la verdadera historia detrás de la celebración y honrar el legado de San Patricio como misionero y evangelizador.
En conclusión, la fiesta de San Patricio es mucho más que solo una oportunidad para celebrar la cultura irlandesa y disfrutar de una cerveza. Es una oportunidad para reflexionar sobre la vida y el legado de San Patricio y recordar su trabajo como misionero y evangelizador en Irlanda. La fiesta de San Patricio es una celebración de la herencia irlandesa y una oportunidad para honrar a una de las figuras más importantes de la historia cristiana.

### En Colombia
En Colombia, el Día de San Patricio ocurre de la mano de la embajada de Irlanda en Colombia y la celebración conmemora la muerte del santo ocurrida el 17 de marzo entre los años 461 y 493.